# Galaxie naine ultra-pâle
Les galaxies naines ultra-pâles (UFD, pour ultrafaint dwarf) sont des galaxies naines de très faible luminosité. Elles n'ont été découvertes qu'à partir de 2009, grâce à l'inventaire systématique du ciel boréal par le  Sloan Digital Sky Survey (« Relevé numérique du ciel de Sloan ») ou SDSS, qui en a découvert une quinzaine. En 2015 un relevé similaire du ciel austral par le  Dark Energy Survey (« Relevé de l'énergie noire ») ou DES confirma l'omniprésence des UFD. Début 2018 on compte environ 60 UFD satellites de notre galaxie.

## Caractéristiques astrophysiques
Les galaxies naines ultra-pâles sont les objets astronomiques les moins lumineux qui soient entourés d'un halo de matière noire : moins de 105 L☉. Leurs masses virielles sont mal connues, mais estimées à 108-109 M☉.
Ces petites galaxies satellites sont très particulières. Elles sont extrêmement vieilles et pratiquement dépourvues de gaz. La plupart ne comportent que quelques milliers d'étoiles, soit nettement moins que les amas stellaires typiques. En revanche elles sont entourées d'une enveloppe étendue de matière noire, ce qui les distingue des amas stellaires (qui n'en comportent pas).
L'analyse chimique de la photosphère des étoiles des UFD a par la suite confirmé qu'elles se sont formées à partir d'un gaz très primitif (car leur métallicité est très basse), et donc qu'elles sont très vieilles : toutes les étoiles des UFD seraient nées entre 1 et 3 Ga après le Big Bang. L'UFD Segue 1, notamment, semble être l'une des toutes premières galaxies.
Une autre caractéristique étrange des UFD est qu'elles comportent des étoiles très enrichies (par rapport au fer) en éléments issus du processus r. C'est notamment le cas de sept des neuf étoiles de l'UFD Reticulum II qui ont pu être analysées. Associé à une très faible métallicité, cet enrichissement n'est pas imputable aux supernovas, mais plutôt à des fusions d'étoiles à neutrons, très tôt dans l'histoire de ces galaxies.

## Naines ultra-pâles et problème des galaxies naines
Avant 2006 on ne connaissait qu'une poignée de galaxies naines satellites de la Voie lactée. C'était un problème car les modèles disponibles pour la formation des grandes galaxies comme la notre en prévoyaient un grand nombre. La découverte de nombreuses galaxies satellites (dont les UFD) met en accord la théorie et les observations.